# Bradley Cooper

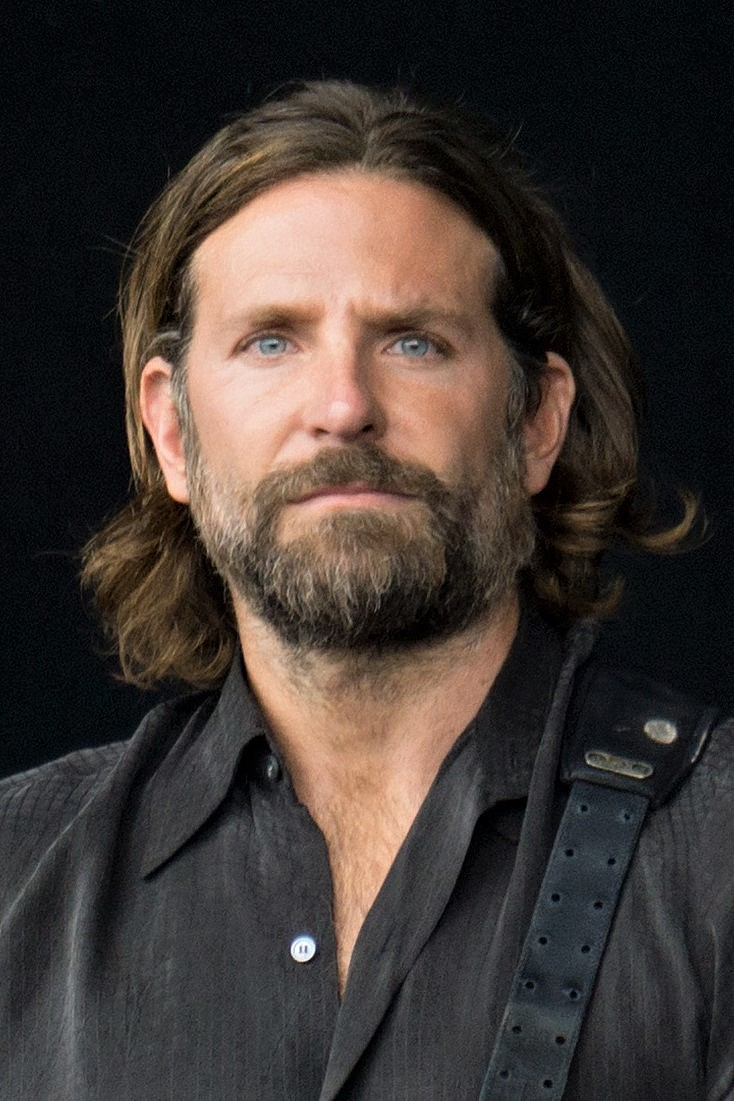
Bradley Cooper (2017)

Bradley Charles Cooper (* 5. Januar 1975 in Philadelphia, Pennsylvania) ist ein US-amerikanischer Schauspieler, Filmregisseur und Produzent. Bekannt wurde er mit seiner Rolle im Comedy-Film Hangover, der aufgrund seines Erfolges zwei Fortsetzungen nach sich zog. Von 2013 bis 2015 war er bei den Oscars drei Jahre in Folge als bester Haupt- oder Nebendarsteller nominiert.
Coopers Regiedebüt A Star Is Born, für das er auch als Drehbuchautor, Produzent und Schauspieler tätig war, wurde 2019 für fünf Golden Globes nominiert, von denen der Film einen gewinnen konnte. Bei der Oscarverleihung 2019 war A Star Is Born in acht Kategorien, darunter für den Besten Film, den Besten Hauptdarsteller und das Beste adaptierte Drehbuch, nominiert. Fünf Jahre später erhielt seine Regiearbeit Maestro sieben Nominierungen, darunter erneut für den Besten Film und den Besten Hauptdarsteller sowie für das Beste Originaldrehbuch.

## Leben

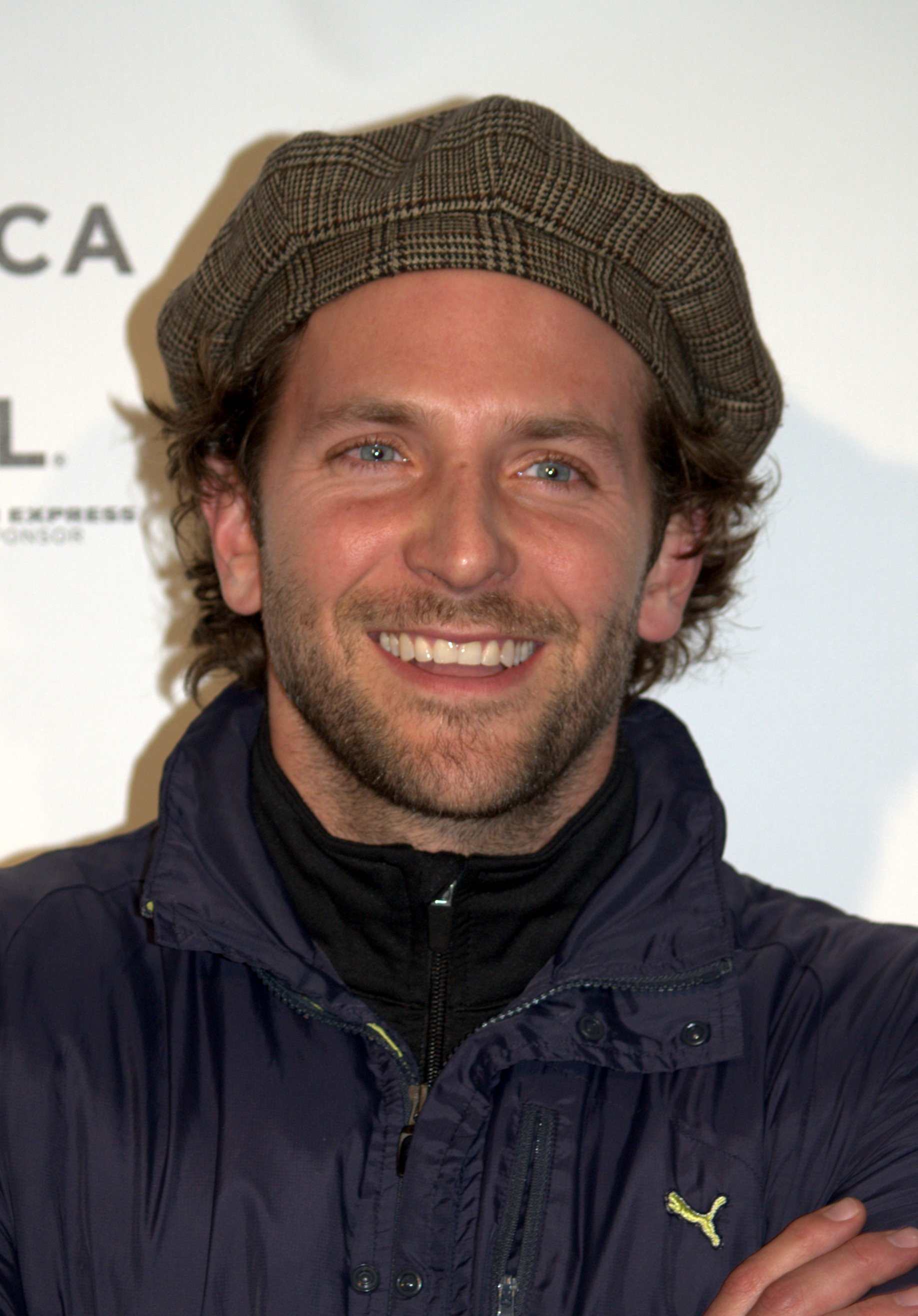
Bradley Cooper (2009)

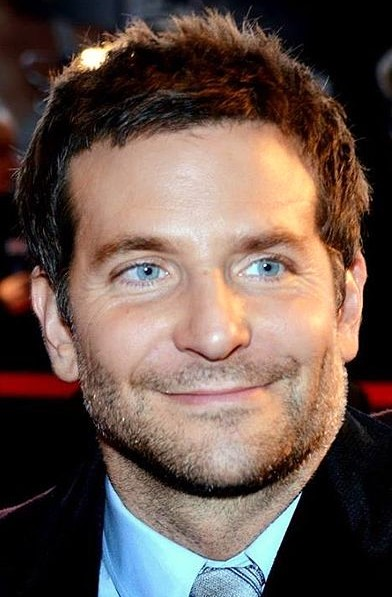
Bradley Cooper (2014)

Cooper besuchte zunächst die Villanova University, nach einem Jahr wechselte er an die Georgetown University in Washington, D.C. 1997 schloss er sein Studium mit dem Bachelor in Englisch ab. Danach zog er nach New York, wo er Schauspiel an der Actors Studio Drama School studierte. 1998 hatte er sein Schauspieldebüt in einer Gastrolle in der Fernsehserie Sex and the City. 2001 erhielt er die Rolle des Will Tippin in der Serie Alias – Die Agentin, den er bis 2006 in 46 Episoden darstellte. 2005 hatte er die Hauptrolle in der auf Anthony Bourdains Buch Geständnisse eines Küchenchefs. Was Sie über Restaurants nie wissen wollten basierenden Sitcom Kitchen Confidential. Diese wurde jedoch bereits nach 13 Folgen wegen schlechter Einschaltquoten eingestellt. 2006 war er neben Julia Roberts in deren Broadway-Theaterdebüt in dem Stück Three Days of Rain zu sehen.
2008 spielte er in Ryūhei Kitamuras Horrorfilm The Midnight Meat Train seine erste Hauptrolle, im Jahr darauf folgte eine weitere in der Filmkomödie Hangover. Diese Komödie wurde ein großer kommerzieller Erfolg und das Schauspielerensemble gewann den Detroit Film Critics Society Award. Cooper erhielt zudem eine Nominierung für den Satellite Award und äußerte später in einem Interview, dass dieser Film ein Durchbruch für ihn gewesen sei und man ihm danach etliche neue Rollenangebote gemacht habe. Cooper spielte ebenfalls in den Fortsetzungen Hangover 2 und Hangover 3 mit. Die drei Filme spielten bei ca. 215 Mio. US-Dollar Produktionskosten über eine Milliarde US-Dollar ein. 2010 spielte er in der Verfilmung der Fernsehserie Das A-Team die Rolle des Templeton „Faceman“ Peck, die ursprünglich von Dirk Benedict dargestellt worden war. Er war zudem neben Jim Carrey in Der Ja-Sager, Sandra Bullock in Verrückt nach Steve und Jessica Alba in Valentinstag zu sehen.
2011 übernahm er nicht nur die Hauptrolle in dem Thriller Ohne Limit, sondern fungierte erstmals auch als ausführender Produzent. In der gleichnamigen Fernsehserie Limitless spielte er ebenfalls die Rolle des Eddie Morra, auch dort war er als ausführender Produzent tätig.
2011 wählte das People Magazine Cooper zum Sexiest Man Alive. 2012 spielte Cooper die Hauptrolle in dem Spielfilm Silver Linings, der auf dem gleichnamigen Roman von Matthew Quick beruht. Der Film war nicht nur ein großer kommerzieller Erfolg (er spielte bei Produktionskosten von 21 Millionen rund 236 Millionen US-Dollar ein), sondern auch ein künstlerischer: Cooper wurde für den Oscar als bester Hauptdarsteller nominiert und erhielt weitere Nominierungen und Auszeichnungen renommierter Filmpreise. 2014 war er für American Hustle als bester Nebendarsteller erneut für den Oscar nominiert. Seine dritte Nominierung in Folge erhielt er 2015 als Hauptdarsteller im Kriegsdrama American Sniper, für das er außerdem als Produzent fungierte.
2018 gab Cooper mit A Star Is Born sein Regiedebüt, zugleich übernahm er hier die männliche Hauptrolle und trat erstmals als Drehbuchautor in Erscheinung. Für seinen zweiten Spielfilm Maestro (2023) über Leonard Bernstein, in dem er erneut an Regie, Drehbuch, Produktion und als Hauptdarsteller beteiligt ist, erhielt er eine Einladung in den Hauptwettbewerb des 80. Filmfestivals von Venedig.
Er wird überwiegend von Tobias Kluckert synchronisiert.

## Privates
Cooper war von Dezember 2006 bis Mai 2007 mit der Schauspielerin Jennifer Esposito verheiratet.
Ab Herbst 2009 war er mit der Schauspielerin Renée Zellweger liiert, im März 2011 gaben beide ihre Trennung bekannt.
Von März 2013 bis März 2015 war er mit dem britischen Model Suki Waterhouse in einer Beziehung. Danach war er mit dem russischen Model Irina Shayk zusammen, mit der er ein Kind hat. 2019 trennte sich das Paar. Seit Herbst 2023 ist er mit dem amerikanischen Model Gigi Hadid liiert.

## Filmografie (Auswahl)

### Spielfilme
- 2000: Wall to Wall Records
- 2001: Wet Hot American Summer
- 2002: Unsichtbare Augen (My Little Eye)
- 2003: The Last Cowboy
- 2004: I Want to Marry Ryan Banks
- 2005: Die Hochzeits-Crasher (Wedding Crashers)
- 2006: Zum Ausziehen verführt (Failure to Launch)
- 2007: The Comebacks
- 2008: The Midnight Meat Train
- 2008: Der Ja-Sager (Yes Man)
- 2008: The Rocker – Voll der (S)Hit (The Rocker)
- 2008: American Evil (Older Than America)
- 2009: Er steht einfach nicht auf Dich (He’s Just Not That into You)
- 2009: Hangover (The Hangover)
- 2009: Verrückt nach Steve (All about Steve)
- 2009: New York, I Love You
- 2009: Fall 39 (Case 39)
- 2010: Valentinstag (Valentine’s Day)
- 2010: Das A-Team – Der Film (The A-Team)
- 2011: Ohne Limit (Limitless)
- 2011: Hangover 2 (The Hangover: Part II)
- 2012: The Place Beyond the Pines
- 2012: Der Dieb der Worte (The Words)
- 2012: Silver Linings (Silver Linings Playbook)
- 2012: Hit and Run
- 2013: Hangover 3 (The Hangover: Part III)
- 2013: American Hustle
- 2014: Guardians of the Galaxy (Stimme von Rocket)
- 2014: Serena
- 2014: American Sniper (auch Produzent)
- 2015: Aloha – Die Chance auf Glück (Aloha)
- 2015: Im Rausch der Sterne (Burnt)
- 2015: Joy – Alles außer gewöhnlich (Joy)
- 2016: War Dogs
- 2016: 10 Cloverfield Lane (Stimme)
- 2017: Guardians of the Galaxy Vol. 2 (Stimme von Rocket)
- 2018: Avengers: Infinity War (Stimme von Rocket)
- 2018: A Star Is Born (auch Regisseur, Drehbuchautor und Produzent)
- 2018: The Mule
- 2019: Avengers: Endgame (Stimme von Rocket)
- 2019: Joker (Produzent)
- 2021: Licorice Pizza
- 2021: Nightmare Alley
- 2022: Thor: Love and Thunder (Stimme von Rocket)
- 2022: The Guardians of the Galaxy Holiday Special (Stimme von Rocket)
- 2023: Dungeons & Dragons: Ehre unter Dieben (Dungeons & Dragons: Honor Among Thieves)
- 2023: Guardians of the Galaxy Vol. 3 (Stimme von Rocket)
- 2023: Maestro (auch Regisseur, Drehbuchautor und Produzent)
- 2024: IF: Imaginäre Freunde (IF, Stimme)
- 2025: Superman

### Fernsehserien
- 1999: Sex and the City (Episode 2x04)
- 2000–2001: The $treet – Wer bietet mehr? (The $treet, 5 Episoden)
- 2001–2006: Alias – Die Agentin (Alias, 43 Episoden)
- 2003: Kate Fox & die Liebe (Miss Match, Episode 1x05)
- 2004: Touching Evil (6 Episoden)
- 2004–2005: Jack & Bobby (14 Episoden)
- 2005: Law & Order: Special Victims Unit (Episode 6x20)
- 2005: Law & Order: Trial by Jury (Episode 1x11)
- 2005–2006: Kitchen Confidential (13 Episoden)
- 2007–2009: Nip/Tuck – Schönheit hat ihren Preis (Nip/Tuck, 6 Episoden)
- 2015: Wet Hot American Summer: First Day of Camp (7 Episoden)
- 2015–2016: Limitless (4 Episoden)
- 2022–2023: Ich bin Groot (I Am Groot, 3 Episoden, Stimme)
- 2024: Abbott Elementary (Episode 3x06)
- 2025: The Righteous Gemstones (Episode 4x01)

## Broadway
- 2006: Three Days of Rain
- 2014: The Elephant Man

## Diskografie

### Soundtracks
| Jahr | Titel Musiklabel                  | Höchstplatzierung, Gesamtwochen, AuszeichnungChartplatzierungen (Jahr, Titel, Musiklabel, Platzierungen, Wochen, Auszeichnungen, Anmerkungen) | Höchstplatzierung, Gesamtwochen, AuszeichnungChartplatzierungen (Jahr, Titel, Musiklabel, Platzierungen, Wochen, Auszeichnungen, Anmerkungen) | Höchstplatzierung, Gesamtwochen, AuszeichnungChartplatzierungen (Jahr, Titel, Musiklabel, Platzierungen, Wochen, Auszeichnungen, Anmerkungen) | Höchstplatzierung, Gesamtwochen, AuszeichnungChartplatzierungen (Jahr, Titel, Musiklabel, Platzierungen, Wochen, Auszeichnungen, Anmerkungen) | Höchstplatzierung, Gesamtwochen, AuszeichnungChartplatzierungen (Jahr, Titel, Musiklabel, Platzierungen, Wochen, Auszeichnungen, Anmerkungen) | Anmerkungen                                                                |
| Jahr | Titel Musiklabel                  | DE | AT | CH | UK | US | Anmerkungen                                                                |
| ---- | --------------------------------- | --- | --- | --- | --- | --- | -------------------------------------------------------------------------- |
| 2018 | A Star Is Born Interscope Records | DE4 Platin · (58 Wo.)DE | AT2 ×3Dreifachplatin · (101 Wo.)AT | CH1 Platin · (122 Wo.)CH | UK1 ×2Doppelplatin · (64 Wo.)UK | US1 ×2Doppelplatin · (104 Wo.)US | Erstveröffentlichung: 5. Oktober 2018 Verkäufe: + 6.000.000; mit Lady Gaga |

### Singles
| Jahr | Titel Album                                   | Höchstplatzierung, Gesamtwochen, AuszeichnungChartplatzierungen (Jahr, Titel, Album, Platzierungen, Wochen, Auszeichnungen, Anmerkungen) | Höchstplatzierung, Gesamtwochen, AuszeichnungChartplatzierungen (Jahr, Titel, Album, Platzierungen, Wochen, Auszeichnungen, Anmerkungen) | Höchstplatzierung, Gesamtwochen, AuszeichnungChartplatzierungen (Jahr, Titel, Album, Platzierungen, Wochen, Auszeichnungen, Anmerkungen) | Höchstplatzierung, Gesamtwochen, AuszeichnungChartplatzierungen (Jahr, Titel, Album, Platzierungen, Wochen, Auszeichnungen, Anmerkungen) | Höchstplatzierung, Gesamtwochen, AuszeichnungChartplatzierungen (Jahr, Titel, Album, Platzierungen, Wochen, Auszeichnungen, Anmerkungen) | Anmerkungen                                                                    |
| Jahr | Titel Album                                   | DE | AT | CH | UK | US | Anmerkungen                                                                    |
| --- | --------------------------------------------- | --- | --- | --- | --- | --- | ------------------------------------------------------------------------------ |
| 2018 | Shallow A Star Is Born (O.S.T.)               | DE4 Platin · (58 Wo.)DE | AT1 ×5Fünffachplatin · (58 Wo.)AT | CH1 ×2Doppelplatin · (212 Wo.)CH | UK1 ×6Sechsfachplatin · (115 Wo.)UK | US1 ×4Vierfachplatin · (45 Wo.)US | Erstveröffentlichung: 27. September 2018 mit Lady Gaga; Verkäufe: + 15.123.333 |
| 2019 | I’ll Never Love Again A Star Is Born (O.S.T.) | — | AT73 Gold · (1 Wo.)AT | CH14 (27 Wo.)CH | UK27 Platin · (9 Wo.)UK | US36 Platin · (7 Wo.)US | Charteinstieg: 27. Mai 2019 mit Lady Gaga; Verkäufe: + 2.783.333               |
| Folgende Lieder erschienen nicht als Single, wurden aber durch das Album zum Download und Streaming bereitgestellt und konnten somit eine Platzierung erlangen: |                                               | | | | | |                                                                                |
| |                                               | | | | | |                                                                                |
| 2019 | Maybe It’s Time A Star Is Born (O.S.T.)       | — | — | CH82 (2 Wo.)CH | UK— SilberUK | US93 Gold · (1 Wo.)US | Charteinstieg: 14. Oktober 2018 Verkäufe: + 740.000                            |

## Auszeichnungen für Musikverkäufe
| Silberne Schallplatte - Vereinigtes Königreich - 2025: für das Lied Music to My Eyes Goldene Schallplatte - Australien - 2018: für das Lied I’ll Never Love Again - 2024: für das Lied Diggin’ My Grave - 2024: für das Lied I Don’t Know What Love Is - Belgien - 2019: für das Album A Star Is Born - Brasilien - 2024: für das Lied Black Eyes - 2024: für das Lied Out of Time - 2024: für das Lied Too Far Gone - 2024: für das Lied Alibi - Dänemark - 2021: für das Lied I’ll Never Love Again - Neuseeland - 2022: für das Lied Music to My Eyes - Norwegen - 2020: für das Lied I’ll Never Love Again - Schweden - 2022: für das Lied I’ll Never Love Again - Spanien - 2020: für das Album A Star Is Born Platin-Schallplatte - Brasilien - 2024: für das Lied Maybe It’s Time - 2024: für das Lied Music to My Eyes - Finnland - 2020: für das Album A Star Is Born - Italien - 2024: für das Lied I’ll Never Love Again - Neuseeland - 2023: für das Lied I’ll Never Love Again - Portugal - 2020: für das Lied I’ll Never Love Again - 2021: für das Album A Star Is Born - Singapur - 2021: für das Album A Star Is Born - Spanien - 2024: für das Lied I’ll Never Love Again | 2× Platin-Schallplatte - Finnland - 2020: für die Single Shallow 3× Platin-Schallplatte - Australien - 2020: für das Album A Star Is Born - Belgien - 2020: für die Single Shallow - Italien - 2024: für das Album A Star Is Born - Kanada - 2020: für das Album A Star Is Born - Polen - 2021: für das Lied I’ll Never Love Again 4× Platin-Schallplatte - Norwegen - 2019: für das Album A Star Is Born 5× Platin-Schallplatte - Dänemark - 2024: für die Single Shallow 6× Platin-Schallplatte - Dänemark - 2024: für das Album A Star Is Born - Italien - 2024: für die Single Shallow - Neuseeland - 2024: für das Album A Star Is Born - Portugal - 2023: für die Single Shallow - Spanien - 2024: für die Single Shallow | 8× Platin-Schallplatte - Kanada - 2020: für die Single Shallow - Norwegen - 2021: für die Single Shallow - Schweden - 2022: für die Single Shallow 9× Platin-Schallplatte - Neuseeland - 2024: für die Single Shallow 16× Platin-Schallplatte - Australien - 2024: für die Single Shallow Diamantene Schallplatte - Frankreich - 2019: für die Single Shallow - 2020: für das Album A Star Is Born - 2023: für das Lied I’ll Never Love Again 2× Diamantene Schallplatte - Polen - 2021: für die Single Shallow - 2024: für das Album A Star Is Born 8× Diamantene Schallplatte - Brasilien - 2024: für die Single Shallow |

Anmerkung: Auszeichnungen in Ländern aus den Charttabellen bzw. Chartboxen sind in ebendiesen zu finden.
| Land/RegionAuszeichnungen für Musikverkäufe (Land/Region, Auszeichnungen, Verkäufe, Quellen) | Silber     | Gold       | Platin         | Diamant       | Verkäufe  | Quellen                 |
| -------------------------------------------------------------------------------------------- | ---------- | ---------- | -------------- | ------------- | --------- | ----------------------- |
| Australien (ARIA)                                                                            | —          | 3× Gold3   | 19× Platin19   | —             | 1.435.000 | aria.com.au             |
| Belgien (BRMA)                                                                               | —          | Gold1      | 3× Platin3     | —             | 125.000   | ultratop.be             |
| Brasilien (PMB)                                                                              | —          | 4× Gold4   | 2× Platin2     | 8× Diamant8   | 1.450.000 | pro-musicabr.org.br     |
| Dänemark (IFPI)                                                                              | —          | Gold1      | 11× Platin11   | —             | 615.000   | ifpi.dk                 |
| Deutschland (BVMI)                                                                           | —          | —          | 2× Platin2     | —             | 600.000   | musikindustrie.de       |
| Finnland (IFPI)                                                                              | —          | —          | 3× Platin3     | —             | 100.000   | Einzelnachweise         |
| Frankreich (SNEP)                                                                            | —          | —          | —              | 3× Diamant3   | 1.166.666 | snepmusique.com         |
| Italien (FIMI)                                                                               | —          | —          | 10× Platin10   | —             | 850.000   | fimi.it                 |
| Kanada (MC)                                                                                  | —          | —          | 11× Platin11   | —             | 880.000   | musiccanada.com         |
| Neuseeland (RMNZ)                                                                            | —          | Gold1      | 16× Platin16   | —             | 405.000   | radioscope.co.nz NZ2    |
| Norwegen (IFPI)                                                                              | —          | Gold1      | 12× Platin12   | —             | 590.000   | ifpi.no                 |
| Österreich (IFPI)                                                                            | —          | Gold1      | 8× Platin8     | —             | 210.000   | ifpi.at                 |
| Polen (ZPAV)                                                                                 | —          | —          | 3× Platin3     | 4× Diamant4   | 850.000   | olis.pl                 |
| Portugal (AFP)                                                                               | —          | —          | 8× Platin8     | —             | 80.000    | Einzelnachweise         |
| Schweden (IFPI)                                                                              | —          | Gold1      | 8× Platin8     | —             | 680.000   | sverigetopplistan.se    |
| Singapur (RIAS)                                                                              | —          | —          | Platin1        | —             | 10.000    | rias.org.sg             |
| Spanien (Promusicae)                                                                         | —          | Gold1      | 7× Platin7     | —             | 440.000   | elportaldemusica.es ES2 |
| Schweiz (IFPI)                                                                               | —          | —          | 3× Platin3     | —             | 60.000    | hitparade.ch            |
| Vereinigte Staaten (RIAA)                                                                    | —          | Gold1      | 7× Platin7     | —             | 7.500.000 | riaa.com                |
| Vereinigtes Königreich (BPI)                                                                 | 2× Silber2 | —          | 9× Platin9     | —             | 4.600.000 | bpi.co.uk               |
| Insgesamt                                                                                    | 2× Silber2 | 15× Gold15 | 143× Platin143 | 15× Diamant15 |           |                         |

## Auszeichnungen
Oscar
- 2013: Nominiert in der Kategorie Bester Hauptdarsteller für Silver Linings
- 2014: Nominiert in der Kategorie Bester Nebendarsteller für American Hustle
- 2015: Nominiert in der Kategorie Bester Hauptdarsteller für American Sniper
- 2015: Nominiert in der Kategorie Bester Film für American Sniper (mit Clint Eastwood, Andrew Lazar, Robert Lorenz und Peter Morgan)
- 2019: Nominiert in der Kategorie Bester Film für A Star Is Born (mit Lynette Howell und Bill Gerber)
- 2019: Nominiert in der Kategorie Bester Hauptdarsteller für A Star is Born
- 2019: Nominiert in der Kategorie Bestes adaptiertes Drehbuch für A Star is Born (mit Will Fetters und Eric Roth)
- 2020: Nominiert in der Kategorie Bester Film für Joker (mit Todd Phillips und Emma Tillinger Koskoff)
- 2022: Nominiert in der Kategorie Bester Film für Nightmare Alley (mit J. Miles Dale und Guillermo del Toro)
- 2024: Nominiert in der Kategorie Bester Film für Maestro (mit Fred Berner, Amy Durning, Kristie Macosko Krieger und Steven Spielberg)
- 2024: Nominiert in der Kategorie Bester Hauptdarsteller für Maestro
- 2024: Nominiert in der Kategorie Bestes Originaldrehbuch für Maestro (mit Josh Singer)

Golden Globe Award
- 2013: Nominiert in der Kategorie Bester Hauptdarsteller – Komödie oder Musical für Silver Linings
- 2014: Nominiert in der Kategorie Bester Nebendarsteller für American Hustle
- 2019: Nominiert in der Kategorie Bester Film – Drama für A Star is Born
- 2019: Nominiert in der Kategorie Bester Hauptdarsteller – Drama für A Star is Born
- 2019: Nominiert in der Kategorie Beste Regie für A Star is Born
- 2020: Nominiert in der Kategorie Bester Film – Drama für Joker
- 2024: Nominiert in der Kategorie Bester Film – Drama für Maestro
- 2024: Nominiert in der Kategorie Beste Regie für Maestro
- 2024: Nominiert in der Kategorie Bester Hauptdarsteller – Drama für Maestro

British Academy Film Award
- 2013: Nominiert in der Kategorie Bester Hauptdarsteller für Silver Linings
- 2014: Nominiert in der Kategorie Bester Nebendarsteller für American Hustle
- 2019: Nominiert in der Kategorie Bester Film für A Star Is Born
- 2019: Nominiert in der Kategorie Beste Regie für A Star Is Born
- 2019: Nominiert in der Kategorie Bester Hauptdarsteller für A Star Is Born
- 2019: Nominiert in der Kategorie Bestes adaptiertes Drehbuch für A Star Is Born
- 2019: Auszeichnung in der Kategorie Beste Filmmusik für A Star Is Born
- 2020: Nominiert in der Kategorie Bester Film für Joker
- 2022: Nominiert in der Kategorie Bester Film für Nightmare Alley

Critics’ Choice Movie Award
- 2013: Ausgezeichnet in der Kategorie Bester Schauspieler in einer Komödie für Silver Linings
- 2013: Nominiert in der Kategorie Bester Hauptdarsteller für Silver Linings
- 2014: Nominiert in der Kategorie Bester Nebendarsteller für American Hustle
- 2019: Nominiert in der Kategorie Bester Film für A Star Is Born
- 2019: Nominiert in der Kategorie Beste Regie für A Star Is Born
- 2019: Nominiert in der Kategorie Bestes Drehbuch für A Star Is Born
- 2019: Nominiert in der Kategorie Bester Hauptdarsteller für A Star Is Born
- 2020: Nominiert in der Kategorie Bester Film für Joker

Tony Award
- 2015: Nominiert in der Kategorie Bester Hauptdarsteller für  The Elephant Man

Goldene Himbeere
- 2010: Ausgezeichnet in der Kategorie Schlechteste Filmpaarung (mit Sandra Bullock) für Verrückt nach Steve

National Board of Review Award
- 2018: Ausgezeichnet in der Kategorie Beste Regie für A Star Is Born

Writers Guild of America Award
- 2019: Nominiert in der Kategorie Bestes adaptiertes Drehbuch für A Star Is Born[22]

Directors Guild of America Award
- 2019: Nominierung für die Beste Regie für A Star Is Born

Golden Tomato Awards
- 2019: Ausgezeichnet in der Kategorie Bestes Regiedebüt für A Star Is Born[23]

Grammy Awards
- 2019: Ausgezeichnet in der Kategorie Best Pop Duo/Group Performance (Shallow (Single) mit Lady Gaga)
- 2020: Ausgezeichnet in der Kategorie Best Compilation Soundtrack for Visual Media (A Star Is Born (Soundtrack) mit Lady Gaga)